# Daihatsu
Daihatsu Motor Co., Ltd. (ダイハツ工業株式会社, Daihatsu Kogyo Kabushiki-gaisha) er en japansk bilfabrikant. I 2006 fremstillede Daihatsu 1.084.721 biler, hvorved firmaet lå på en 7. plads over japanske fabrikanter og en international 18. plads.
Firmaet blev grundlagt i 1907 under navnet Hatsudoki Seizo Company. I 1951 blev navnet ændret til Daihatsu, og i 1967 begyndte et joint venture med Toyota. Siden 1998 har Toyota indehavet aktiemajoriteten (51,2 procent).
Daihatsu har specialiseret sig i bygning af små biler, og vil i fremtiden udelukkende koncentrere sig om dette segment. Mange af Daihatsus bilmodeller tilhører den japanske Kei-Car-klasse.
I januar 2011 meddelte Daihatsu, at alt salg af nye Daihatsu-biler i Europa ville ophøre 31. januar 2013.

## Navnet "Daihatsu"
Navnet "Daihatsu" er en kombination af de første Kanji for Osaka (大) og den første del af ordet "motor fremstilling" (発动机制造, hatsudōki seizō?), Når de sættes sammen udtales de "Dai hatsu."
Logoet forestiller en stilliseret D i en ellipse.

## Daihatsu i Danmark
Daihatsu kom på det danske marked i 1979 med modellen Charade. Den blev markedsført som en meget benzinøkonomisk bil. Motoren var trecylindret, hvilket var usædvanligt. Charade opnåede et pænt salg. Kort efter kom den større Charmant, som var baseret på en ældre Toyota Corolla og havde fircylindret motor, til Danmark. Den fik kun et begrænset salg. Det gik ikke meget bedre for den helt lille Cuore, som var en mikrobil designet til den japanske kei-klasse.
Salget af Daihatsu gik dårligt i Danmark, og mærket forsvandt fra markedet i midten af halvfemserne. Omkring år 2000 forsøgte en ny forhandler med blandt andet modellen Sirion med trecylindret motor. Den fik kun et meget begrænset salg, og Daihatsu forsvandt igen fra markedet.

## Historie
- 1907 – Hatsudoki Seizo Co., Ltd. blev grundlagt
- 1951 – Firmaet omdøbt: Daihatsu Motor Co, Ltd.
- 1967 – underskrevet en aftale med Toyota Motor Corporation
- 1979 – Daihatsu Charade bliver markedsført i Danmark
- 1998 – Toyota opkøber aktiemajoriteten(51% markedsandel) i Daihatsu Motor Ltd.
- 2013 – Alt salg af Daihatsu stopper i Europa

## Modeller

### Aktuelle modeller
- Daihatsu Altis (fra 2000)
- Daihatsu Coo (fra 2006)
- Daihatsu Hijet (fra 1960)
- Daihatsu Move (fra 1995)
- Daihatsu Sirion (fra 1998)
- Daihatsu Terios (fra 1997)

### Tidligere modeller
- Daihatsu Applause (1989-00)
- Daihatsu Charmant (1974-87)
- Daihatsu Charade (1977-00)
- Daihatsu Charade (2011-13)
- Daihatsu Consorte (1969-77)
- Daihatsu Copen (2002-10)
- Daihatsu Feroza (1989-97)
- Daihatsu Gran Move (1996-02)
- Daihatsu Max (2001-05)
- Daihatsu Rocky (1984-02)
- Daihatsu Rugger (1984-97)
- Daihatsu Taft (1974-84)
- Daihatsu Trevis (2004-09)
- Daihatsu Wildcat (1974-84)
- Daihatsu YRV (2000-05)